# Gaudinia coarctata
Gaudinia coarctata é uma espécie de planta com flor pertencente à família Poaceae. É  endémica do Arquipélago dos Açores.>
A autoridade científica da espécie é (Link) T.Durand & Schinz, tendo sido publicada em Consp. Fl. Afr. (T.A. Durand & H. Schinz) 5: 845. 1894.

## Proteção
Não se encontra protegida por legislação portuguesa ou da Comunidade Europeia.